# アマク島

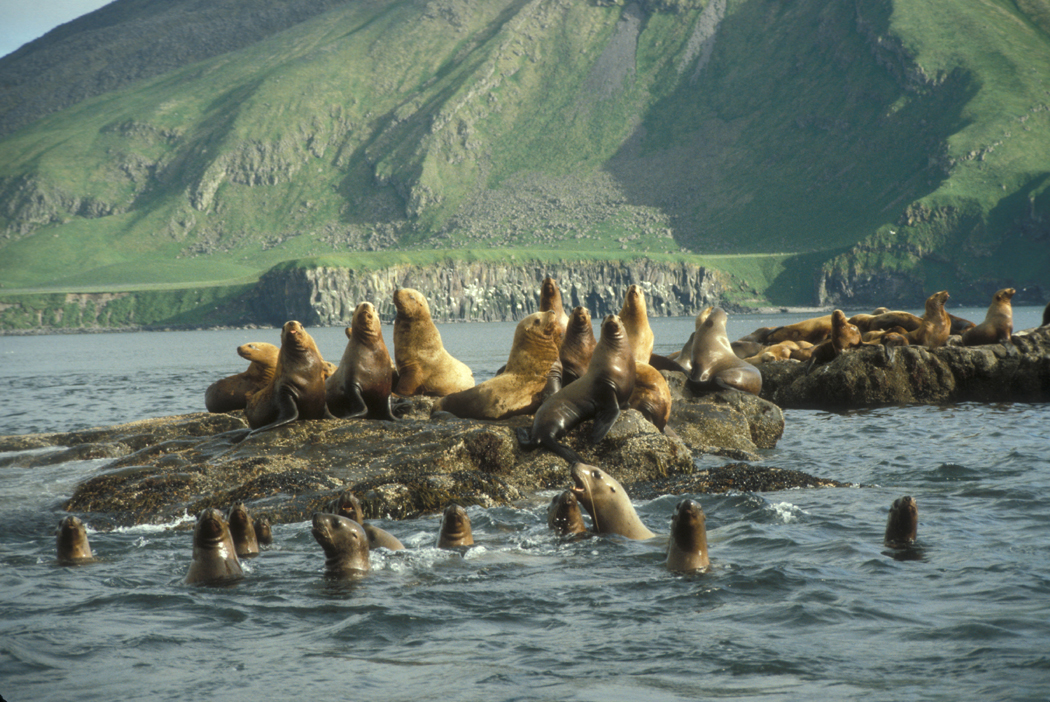
トドの上陸

アマク島 (アマクとう、アレウト語: Amax) はアメリカ合衆国アラスカ州アリューシャンズイースト郡 (アラスカ州)アリューシャン列島フォックス諸島を構成する一つの島で無人島である。

## 地理
アラスカ半島西岸の北、アメリカ本土Cold Bayの北西のに位置する。面積は15.09㎢、最高地点は488 m。この島にある火山、アマク山が最後に噴火したのは、1796年である。

## 動物
かつてウタスズメがこの島に生息していたが、 1980年から1981年にかけての大晦日以来観測されておらず、 島のdevegetationはその絶滅に役割を果たした。これらの鳥は、以前は、独立した亜種, Melospiza melodia amakaであるとされていた。
しかし、現在ではアリューシャンウタスズメM. m. sanakaの範疇と認識されている。1980年代後半からの未確認情報は the island, should habitat quality improve, would in time be recolonized by the species.と示唆している。